# Neoserica rugiceps
Neoserica rugiceps är en skalbaggsart som beskrevs av Moser 1917. Neoserica rugiceps ingår i släktet Neoserica och familjen Melolonthidae. Inga underarter finns listade i Catalogue of Life.